# Adrast de Frígia
Adrast (en llatí Adrastus, en grec antic Ἄδραστος) era fill del rei de Frígia Gordi (Gordios), que va matar sense voler el seu germà, per la qual cosa el seu pare el va desterrar del regne i el va desheretar.
Es va refugiar a la cort del rei de Lídia Cresos, que el va rebre amablement i el va purificar. Un temps després, encarregat de la custòdia del príncep Atis, fill de Cresos, també el va matar accidentalment, durant la cacera d'un senglar que feia estralls al país. Cresos el va perdonar perquè va veure en aquest fet la voluntat dels déus i el compliment d'una profecia, però Adrast no ho va poder suportar i es va suïcidar davant de la tomba d'Atis, segons explica Heròdot.
Alternativament, Adrast era fill de Cresos.